# Dirk Schrade
Dirk Schrade (Münsingen, 29 juni 1978) is een Duits ruiter gespecialiseerd in eventing. Schrade won tijdens de Olympische Zomerspelen 2012 de gouden medaille in de landenwedstrijd eventing, hij was hierbij het wegstreepresultaat. Twee jaar later werd Schrade wereldkampioen in de landenwedstrijd eventing en was hierbij wederom het wegstreepresultaat.

## Resultaten
- Wereldruiterspelen 2010 in Lexington uitgevallen individueel eventing met Gadget De La Cere
- Wereldruiterspelen 2010 in Lexington 5e landenwedstrijd eventing met Gadget De La Cere
- Olympische Zomerspelen 2012 in Londen 26e individueel eventing met King Artus
- Olympische Zomerspelen 2012 in Londen  landenwedstrijd eventing met King Artus
- Wereldruiterspelen 2014 in Normandië 45e individueel eventing met Hop And Skip
- Wereldruiterspelen 2014 in Normandië  landenwedstrijd eventing met Hop And Skip

1912: Nordlander, Adlercreutz, Casparsson,  Horn af Åminne ·
1920: Mörner, Lundström, von Braun,  Dyrsch ·
1924: Van der Voort van Zijp, Pahud de Mortanges, De Kruijff,  Colenbrander ·
1928: Pahud de Mortanges, De Kruijff, Van der Voort van Zijp ·
1932: Thomson, Chamberlin, Argo ·
1936: Stubbendorf, Lippert, von Wangenheim ·
1948: Henry, Anderson, Thomson ·
1952: von Blixen-Finecke, Stahre, Frölén ·
1956: Weldon, Rook, Hill ·
1960: Morgan, Lavis, Roycroft ·
1964: Checcoli, Angioni, Ravano ·
1968: Allhusen, Meade, Jones ·
1972: Meade, Gordon-Watson, Parker, Phillips ·
1976: Coffin, Plumb, Davidson, Tauskey ·
1980: Blinov, Salnikov, Volkov, Rogosjin ·
1984: Plumb, Stives, Fleischmann, Davidson ·
1988: Erhorn, Baumann, Kaspareit, Ehrenbrink ·
1992: Green, Rolton, Hoy, Ryan ·
1996: Schaeffer, Rolton, Hoy, Dutton ·
2000: Dutton, Hoy, Tinney, Ryan ·
2004: Boiteau, Lyard, Courrèges, Teulère, Touzaint ·
2008: Thomsen, Ostholt, Dibowski, Klimke, Romeike ·
2012: Auffarth, Jung, Klimke, Schrade, Thomsen ·
2016: Laghouag, Lemoine, Nicolas, Vallette ·
2020: Collett, McEwen, Townend ·
2024: Canter, Collett, McEwen